# Istituto internazionale per la democrazia e l'assistenza elettorale
L'Istituto internazionale per la democrazia e l'assistenza elettorale (in inglese: International Institute for Democracy and Electoral Assistance, abbreviato in International IDEA) è un'organizzazione intergovernativa con sede a Stoccolma (Svezia) e con uffici regionali in America Latina (Costa Rica), Asia Pacifica (Australia) ed Africa (Etiopia).
 
L'organizzazione supporta e rafforza le istituzioni e i processi democratici nel mondo per sviluppare forme democratiche sostenibili, effettive e legittime. Yves Leterme, ex segretario generale dell'OCSE ed ex primo ministro del Belgio, ha sostituito nel 2014 Vidar Helgesen nella carica di segretario generale dell'organizzazione. L'International IDEA è ufficialmente membro osservatore dell'ONU.

## Membri
- Australia (dal 1995)
- Barbados (dal 1995)
- Belgio (dal 1995)
- Botswana (dal 1997)
- Brasile (dal 2016)
- Cile (dal 1995)
- Costa Rica (dal 1995)
- Danimarca (dal 1995)
- Rep. Dominicana (dal 2011)
- Germania (dal 2002)
- Finlandia (dal 1995)
- India (dal 1995)
- Indonesia (dal 2013)
- Canada (dal 1997)
- Capo Verde (dal 2003)
- Mauritius (dal 1999)
- Messico (dal 2003)
- Mongolia (dal 2011)
- Namibia (dal 1997)
- Paesi Bassi (dal 1995)
- Norvegia (dal 1995)
- Perù (dal 2004)
- Filippine (dal 2013)
- Portogallo (dal 1995)
- Svezia (dal 1995)
- Svizzera (dal 2006)
- Spagna (dal 1995)
- Sudafrica (dal 1995)
- Uruguay (dal 2003)

Il  Giappone è membro osservatore.